# فيلهلم فيشر
فيلهلم فيشر (بالألمانية: Willi Fischer)‏ (مواليد 26 أغسطس 1972 في فرانكفورت) هو ملاكم ألماني سابق. مثّل ألمانيا في الألعاب الأولمبية الصيفية 1992.

## روابط خارجية
فيلهلم فيشر على موقع بوكس ريك (الإنجليزية) (registration required)
- فيلهلم فيشر على موقع أوليمبيديا (الإنجليزية)